# 太田古屋村
太田古屋村（おおたごやむら）は、かつて新潟県北蒲原郡にあった村。1901年11月1日の合併によって消滅し、現在は新潟市北区の太田・村新田の全域および朝日町・かぶとやまの一部となっている。
以下の記述は合併直前当時の旧太田古屋村に関しての記述であり、現在では名称等が異なる場合がある。なお、ここに記述されていない内容に関しては新潟市などの記事を参照。

## 沿革
- 1889年（明治22年）4月1日 - 町村制施行に伴い北蒲原郡太田古屋村、太田上古屋村が合併し、太田古屋村が発足。村役場は大字太田古屋に設置[3][4]。
- 1890年（明治23年）8月22日 - 北蒲原郡佐々木村の大字則清村新田を編入。
- 1901年（明治34年）11月1日 - 北蒲原郡葛塚村、嘉山村（一部）と合併し、町制施行して葛塚町となり消滅。

## 地域
太田古屋村は、合併した村名を継承する以下の大字で構成される。
太田古屋村（おおたごや）
1889年（明治22年）まであった太田古屋村の区域。現在の新潟市北区太田(下黒山・椋・法花鳥屋)および朝日町・かぶとやまの一部。
太田上古屋村（おおたかみごや）
1889年（明治22年）まであった太田上古屋村の区域。現在の新潟市北区太田
則清村新田（のりきよむらしんでん）
1890年（明治23年）まで佐々木村の大字だった則清村新田の区域。現在の新潟市北区村新田。

## 行政

### 歴代村長
- 本間弥太右エ門（1889年ごろ - ）[4]
- 本間廣靜（ - 1900年ごろ）[2][8][9][10][11]
- 山田藤太（1900年ごろ - 1901年10月31日）[2][12][13]